# Трыбъяха
Трыбъяха (устар. Трыб-Яха) — река в России, протекает по Ямало-Ненецкому АО. Устье реки находится в 308 км по правому берегу реки Пур. Длина реки составляет 116 км.

## Притоки
- 49 км: Енгаяха
- 50 км: Вояйяха
- 61 км: Худюлайваяха
- 72 км: Ытырмаяха
- 88 км: Сидияха
- 89 км: Котуяха
- 95 км: Ванкмалъяха

## Данные водного реестра
По данным государственного водного реестра России относится к Нижнеобскому бассейновому округу, водохозяйственный участок реки — Пур, речной подбассейн реки — подбассейн отсутствует. Речной бассейн реки — Пур.
Код объекта в государственном водном реестре — 15040000112115300059675.